# Abi Ofarim
Abi Ofarim (nacido Avraham Reichstadt; en hebreo: אבי עופרים‎  ; 5 de octubre de 1937 - 4 de mayo de 2018) fue un músico y bailarín israelí. Fue conocido por su trabajo en la década de 1960 como la mitad del dúo formado con su entonces esposa Esther Ofarim.

## Biografía

### Primeros años de vida
Abi Ofarim nació Avraham Reichstadt en Safed, Galilea, en lo que entonces era el Mandato británico de Palestina el 5 de octubre de 1937. Tras la independencia de Israel en 1948, estudió ballet e hizo su debut en el escenario en Haifa en 1952. A la edad de 17 años, organizaba su propia coreografía y a los 18 tenía su propio estudio de baile. Sirvió en el ejército israelí durante la Crisis de Suez y la Guerra del Sinaí.

### Ester y Abi Ofarim
En diciembre de 1958, Reichstadt se casó con la cantante Esther Zaied. Alcanzó la fama internacional actuando con ella como un dúo musical bajo el nombre de Esther & Abi Ofarim en la década de 1960, tocando la guitarra y cantando coros. La pareja se mudó a Ginebra y luego a Alemania. En 1966, tuvieron su primer éxito en Alemania con el tema "Noch einen Tanz". Su mayor éxito en Alemania llegó al año siguiente con "Morning of my Life", escrita por los Bee Gees. En 1968, el sencillo "Cinderella Rockefella" llegó a la cima de las listas de éxitos en varios países, incluido el Reino Unido. El dúo tocó en conciertos en vivo en la ciudad de Nueva York y Londres, y realizaron una gira por Europa antes de separarse en 1969.

### Carrera en solitario
Abi Ofarim continuó actuando y grabando en Europa. También trabajó como mánager, compositor y arreglista. En 1970, Ofarim lanzó su propia productora discográfica y editorial musical Prom Music. También trabajó con Liberty / United Artists Records en Múnich. En 1972, lanzó un álbum con el cantante británico Tom Winter. En 1975, Ofarim dejó Prom y vendió su participación a su expareja Yehuda Zwick.
Su libro, Der Preis der wilden Jahre ("El precio de los años salvajes") se publicó por primera vez en 1982. Ese año, Ofarim lanzó el álbum Much Too Much en RCA Records en Alemania. Lanzó un álbum, Too Much Of Something, en 2009.
A partir de abril de 2014, Ofarim dirigió un "Jugendzentrum für Senioren" ("Centro juvenil para personas mayores") en Múnich, un proyecto social contra la pobreza y la soledad de las personas mayores, junto con su organización "Kinder von Gestern e. V." ("Hijos del Ayer").

## Vida personal
Ofarim se casó con Esther Ofarim (de soltera Zaied) el 11 de diciembre de 1958. Después de su divorcio en 1970, la acusó de "egoísmo y esnobismo". Salió con la cantante alemana Susan Avilés y la actriz Iris Berben, antes de volver a casarse dos veces. Su tercer matrimonio fue con Sandra (Sandy) Reichstadt, de quien se divorció en 2004. Sus hijos, Gil Ofarim y Tal Ofarim, también son músicos. Gil Ofarim lidera de la banda Zoo Army.
Después de su divorcio de Esther Ofarim, Abi Ofarim desarrolló una adicción a la cocaína y al alcohol.  En 1979, fue arrestado por posesión de estupefacientes y evasión de impuestos. Pasó un mes en prisión y un año en libertad condicional.

## Fallecimiento
En 2017, Abi Ofarim desarrolló neumonía. Se recuperó y pudo regresar a su casa en Múnich para celebrar su 80 cumpleaños en octubre de 2017. Murió a los 80 años en Múnich después de una larga enfermedad el 4 de mayo de 2018.

## Discografía

### Álbumes
- 1972: Ofarim e invierno - Ofarim e invierno (CBS)
- 1982: Demasiado (RCA)
- 2009: Demasiado de algo (Sony Music Entertainment Alemania)

### Sencillos
- 1964: "Agitar, agitar (Wenn Ich Dich Nicht Hätte)" (Philips)
- 1971: "Zeit Ist Geld" (Warner Bros. registros)
- 1973: Ofarim & Winter - "Hombre en cámara lenta" (CBS)
- 1973: Ofarim e invierno - "Llévame al cielo" (CBS)
- 1973: Ofarim & Winter - "Háblame" (CBS)
- 1973: Ofarim & Winter - "Por qué rojo" (CBS)
- 1982: "Mamá, oh mamá" (RCA)
- 1982: "Angustias" (RCA)
- 1989: Abi Ofarim & Sima - "En la mañana de mi vida" (Polydor)
- 2007: "Mamá, oh mamá" (Registros blancos)